# Kallholmen
Kallholmen är ett bostadsområde i Skelleftehamn, beläget på ön med samma namn. Mellan 2015 och 2020 avgränsade SCB här en småort, efter att tidigare och senare ingått i Skelleftehamns tätort.